# Rivalidad Capetos-Plantagenet
La rivalidad Capetos-Plantagenet cubre un periodo de 100 años (1159-1259), durante el cual la Casa de los Capetos, gobernantes del Reino de Francia, luchó contra la Casa de Plantagenet (también conocida como la Casa de Anjou), gobernantes del Reino de Inglaterra, para suprimir el creciente poder del Imperio angevino controlado por los Plantagenet.  Este conflicto es también conocido por algunos historiadores como la "Primera Guerra de los Cien Años".
El conflicto fue principalmente francés: ambas dinastías eran francesas, los nobles que conformaban el ejército Inglés eran esencialmente de origen francés, y los soldados de infantería eran locales reclutados en Francia (Anjou, Guyena, Normandía, Bretaña, etc.).
En este periodo, las posesiones continentales del Rey Inglés fueron consideradas más importantes que sus posesiones insulares, y significativamente mayor que incluso que aquellas del soberano francés, aun cuando este último era el señor de los formadores de la mayor parte de las posesiones que tenía en el continente. Y el idioma oficial de los dos bandos era el Francés de aquel tiempo. El Francés también seguía siendo la lengua oficial de Inglaterra hasta 1361. Tal es el origen de las expresiones que se siguen encontrando hoy en los escudos y blasones de la monarquía Inglesa 'Honi soit qui mal y pense' y 'Dieu et mon droit'. Los reyes ingleses, quiénes fueron de origen francés, tomaron esposas desde Francia desde el siglo XI al XV. Muy raros son aquellos quienes se casaron con una mujer de otro país, incluyendo ramas cadete. De ahí que los monarcas Plantagenet eran étnicamente franceses.
La guerra comenzó en 1159, cuando los ejércitos del Rey Angevino, Enrique II de Inglaterra, entraron en Périgueux. El Rey de Inglaterra había decidido aumentar más sus posesiones en el suroeste para añadir el condado de Toulouse, el cual incluye, entre otros, Quercy.
La guerra vio la conquista gradual por los Capetos de su reino. De hecho, el poder Real del Rey de Francia aún no era extenso, así como la soberanía de su dinastía extendida mucho más allá de su pequeño dominio de Isla de Francia. Cubrió casi el territorio de Francia entero, hasta las marcas del Sacro Imperio Romano Germánico, (Sena/Morvan/Valle del Ródano) al este. Los reyes ingleses siguieron siendo vasallos de los reyes franceses incluso después de que el conflicto terminase (con el Tratado de París de 1259) y hasta el Tratado de Brétigny en 1360.

## La política Expansionista de Enrique II
En 1150, Enrique II recibió el ducado de Normandía de su padre Godofredo V, Conde de Anjou, y cuando éste murió, él se convirtió en Conde de Anjou y Maine. 
El 18 de mayo de 1152, se convirtió en Duque de Aquitania en derecho de su esposa por su matrimonio con Leonor de Aquitania en Poitiers tras su primer matrimonio con el Rey de Francia Luis VII el Joven en el Consejo de Beaugency. Algunos niños nacieron de este matrimonio.
El 6 de noviembre de 1153, bor el Tratado de Wallingford (o Tratado de Winchester), él fue reconocido como el sucesor del Rey Esteban I de Inglaterra (Esteban de Blois antes de su ascenso al trono). Cuando éste murió el 25 de octubre de 1154, ascendió al trono de Inglaterra con el nombre de Enrique II. El domingo 19 de diciembre, fue coronado en la Abadía de Westminster. Enrique introduce algunas reformas religiosas y legislativas. En 1155, designó a Tomás Becket canciller. 
En 1156, se apoderó del vizcondado de Thouars, controlando de ese modo las comunicaciones entre el noroeste y el seroeste de Francia.
En 1159, continuando con su política expansionista, sitió Toulouse con la ayuda de Ramón Berenguer IV, Conde de Barcelona y Príncipe de Aragón. Luis VII fue en ayuda de su cuñado Raimundo V, Conde de Tolosa. Enrique II se retiró, anexando parte de Quercy y Cahors. 
Dos hechos empañarían significativamente su reinado: El conflicto con su primer Canciller Tomás Becket. El último se opuso a la abolición de los privilegios eclesiásticos, incluyendo judicial, y la influencia de la Iglesia sobre el Rey de Inglaterra. El asesinato del Arzobispo de Canterbury en su catedral en 1170 por caballeros que buscaban el favor del rey, debilito enormemente la autoridad Real.

La división de sus considerables territorios entre sus hijos. Ansiosos por heredar, sus hijos se rebelaron contra él con la ayuda de su madre, el Rey de Francia, del Rey Guillermo el León de Escocia y los condes de Blois, Bolonia y Flandes. Él encarceló a Guillermo el León en 1174 después de derrotarlo en la Batalla de Alnwick. Su esposa fue sometida también a un largo cautiverio.
Enrique adquirió considerable prestigio en Europa. El nuevo rey de Francia, Felipe Augusto, sin embargo, estaba decidido a luchar contra enrique II, cuyos territorios inmensos amenazaban la monarquía de los Capetos. El rey de Francia se alió con los hijos supervivientes de Enrique II, Ricardo Corazón de León y Juan sin Tierra. Por el tratado de Azay-le-Rideau del 4 de julio de 1189, Enrique II debe reconocer a su hijo Ricardo como único heredero. Murió solo unos días más tarde, en su Castillo de Chinon. Está enterrado en la Abadía de Fontevrault.

## Las maniobras de Felipe Augusto

Evolución territorial de Francia bajo Felipe Augusto

Cuando Felipe Augusto llegó al trono en 1180, él es el rey sobre un territorio comparable al área de la Isla de Francia de hoy día y se enfrenta contra un Imperio Angevino más potente que nunca. Habiendo reforzado su posición dentro de su propio reino, comenzó a formar a los hijos de Enrique II contra él, apoyando sus revueltas y amistándose con Ricardo Corazón de León. Tras dos años de combate (1186-1188), una tregua fue firmada para mantener el statu quo. La muerte de Enrique II en 1189 y la llamada a la Tercera Cruzada puso fin al conflicto.
Volviendo de la cruzada en diciembre de 1191, Felipe Augusto alentó la revuelta de Juan Sin Tierra contra su hermano Ricardo y sacó provecho de la ausencia del último para negociar un muy ventajoso tratado para Francia. Esperando adquirir la corona Inglesa con el apoyo del Rey de Francia, Juan sin Tierra pagó homenaje en 1193. Entonces, como Felipe atacó las posesiones de los Plantagenet, Juan Sin Tierra dio al Rey de Francia el este de Normandía (Excepto Ruan), Le Vaudreuil, Verneuil y Évreux, por acuerdo escrito, en enero de 1194. Por su refinamiento militar y diplomático, Felipe mantuvo a su rival en la bahía.

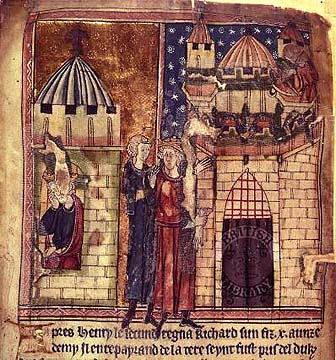
Ricardo Corazón de León prisionero (izquierda) y mortalmente herido en Châlus (derecha) (Efigies Regum Angliae,)

Ricardo Corazón De León continuó la cruzada después de la partida de Felipe: Retomó los principales puertos Palestinos, hasta Jaffa, y restauró el Reino Latín de Jerusalén, aunque la ciudad en sí misma lo eludió. Finalmente negoció una tregua de cinco años con Saladino y se embarcó de vuelta en octubre de 1192. La tormentas invernales lo alcanzaron. Forzado a permanecer en Corfú, fue capturado por el Duque Leopoldo V de Austria, quien lo puso en las manos del Emperador Alemán Enrique VI, su enemigo. Para la liberación de Ricardo, el Emperador pidió un rescate de 100,000 marcos, más 50,000 marcos para ayudarlo a conquistar Sicilia.
Ricardo fue finalmente liberado el 2 de febrero de 1194. Su madre, Leonor de Aquitania, pagó dos tercios del rescate, cien mil marcos, el saldo a pagar más tarde. Su reacción fue inmediata. Él hizo retroceder a Felipe, quien debió renunciar a la mayoría de sus reciente conquistas en el tratado de enero de 1196. Entonces la lucha se reanudó, una vez más en ventaja de Ricardo quien invadió el Vexin (1197-1198). Los dos reyes buscaron apoyo, mientras el nuevo Papa Inocencio III, quería levantar una nueva cruzada, los obligó a negociar. La situación terminó abruptamente. Durante el sitio al castillo de Châlus (Limusín) en 1199, Ricardo fue golpeado por un proyectil de ballesta. Sucumbió a las heridas unos pocos días más tarde, el 6 de abril, a los cuarenta y un años de edad y en el apogeo de su gloria.

## Juan Sin Tierra contra Felipe Augusto
Juan sin Tierra sucede a Ricardo. La sucesión no fue sin oposición: enfrentándose a Juan Sin Tierra estuvo su sobrino, el joven Arturo de Bretaña (12 años), hijo de su hermano mayor, Godofredo, duque de Bretaña, que murió en 1186. Felipe Augusto apoyó esta rivalidad, y como él había tomado partido a favor de Juan contra Ricardo, esta vez toma partido a favor de Juan contra Arturo. Él recibe Homenaje de Arturo, como duque de Bretaña en la primavera de 1199 por los condados de Anjou, Maine y Touraine. Esto le permite negociar desde una posición de fuerza con Juan Sin Tierra, y el Tratado de Le Goulet en mayo de 1200, está a favor de Felipe Augusto. El tratado fue sellado por el matrimonio de Luis de Francia y de Blanca de Castilla, sobrina de Juan.
Las hostilidades en realidad no cesaron, y ahora se centraban en Aquitania. Felipe volvió a apoyar la causa de Arturo, y convocó a Juan, su vasallo, bajo el Tratado de Goulet por sus acciones en Aquitania y Tours. Juan, naturalmente, no se presentó, y la corte de Francia dictó la confiscación de sus feudos.
En la primavera de 1202 Felipe atacó Normandía, mientras que Arturo atacó Poitou. Pero el joven duque fue sorprendido por el rey Juan en el sitio de Mirebeau, y hecho prisionero con sus tropas. Arturo de Bretaña desapareció en los meses siguientes, probablemente asesinado a principios de 1203. Entonces Felipe proporcionó apoyo a los vasallos de Arturo y reanudó sus acciones en Normandía en la primavera de 1203. Desmanteló el sistema de castillos de Norman, tomó Le Vaudreuil y comenzó el asedio de Chateau Gaillard en septiembre de 1203. Mientras tanto, Juan cometió el error de dejar Normandía para ir a Inglaterra en diciembre de 1203. Chateau Gaillard cayó el 6 de marzo de 1204.
Felipe Augusto entonces puede invadir la totalidad de Normandía. Falaise, Caen, Bayeux y Ruan se rindieron el 24 de junio de 1204, desesperados por la ayuda de Juan sin Tierra, que no llegó. Arques y Verneuil cayeron inmediatamente después, completando el éxito de Felipe, que había conquistado Normandía en dos años de campaña. Para consolidar su nueva conquista, Felipe Augusto construyó el castillo de Rouen, una fortaleza imponente de estilo de Filipos y lugar de poder de los Capetos en Normandía.
elipe entonces giró al Valle de Loira, donde tomó Poitiers en agosto de 1204, y Loches y Chinon en 1205. Juan y Felipe finalmente acordaron una tregua en Thouars, el 13 de octubre de 1206. Para Felipe Augusto, entonces fue necesario estabilizar rápido estas conquistas. Desde 1204, Felipe editó una orden imponiendo el uso de la moneda Normanda, en lugar de la Angevin.

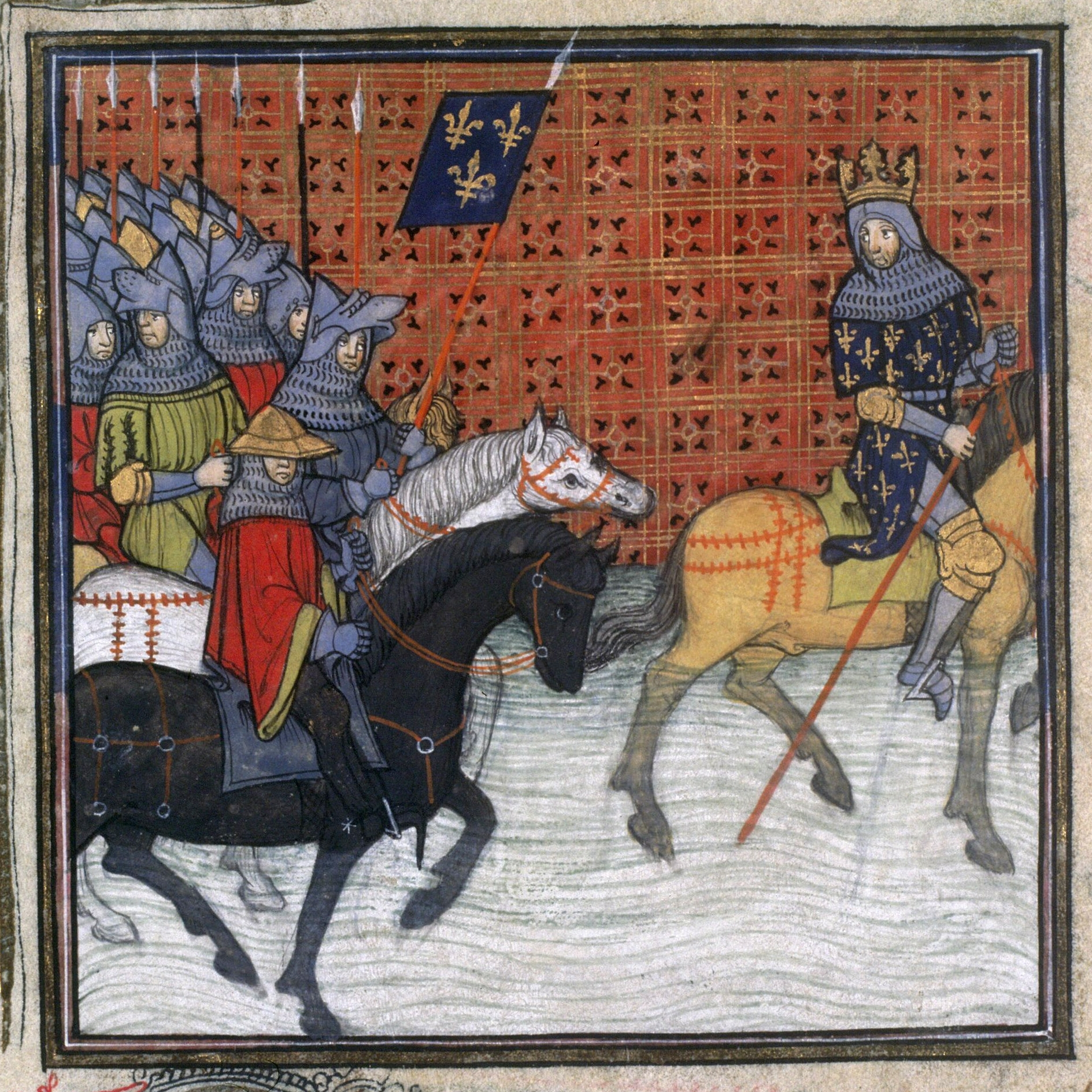
Felipe Augusto cruzando el Loira (Grandes Chroniques de France, siglos XIV-XV)

Desde 1206 a 1212, Felipe Augusto se esforzó en afianzar sus conquistas territoriales. La dominación de los Capetos es aceptada en Champaña, Bretaña y Auvernia, pero los condados de Boulogne y Flandes continúan reacios.
Renaud de Dammartin, El Conde de Bolonia, se convirtió en una preocupación primordial. A pesar de los favores de Felipe Augusto, quien casó en 1210 a su hijo Felipe Hurepel con Matilda, hija de Renaud, continuó negociando con el bando enemigo. Las sospechas de Felipe tomaron forma cuando el conde empezó a reforzar Mortain, en Normandía occidental. En 1211, Felipe siguió la ofensiva tomando Mortain, Aumale y Dammartin. Renaud de Dammartin huyó al condado de Bar, y ya no representó una amenaza inmediata.
Flandes entró en un periodo de incertidumbre: Balduino, conde de Flandes y Henao, tomó parte en la Cuarta Cruzada del verano de 1202, participó en la captura de Constantinopla y fue elegido emperador del nuevo Imperio latino fundado en mayo de 1204. Pero fue hecho prisionero por los búlgaros en 1205 y asesinado poco después. Felipe, el hermano de Balduino y conde de Namur, quien actuó como regente en Flandes, finalmente juró lealtad a Felipe Augusto, en contra del consejo de sus consejeros. El rey, para estabilizar el condado, casó a la heredera de Balduino, su hija Juana con Fernando de Portugal, conde de Flandes, un vástago de la casa portuguesa de Borgoña en 1211. Felipe Augusto pensó que podía confiar en Fernando.

## El éxito de Felipe Augusto

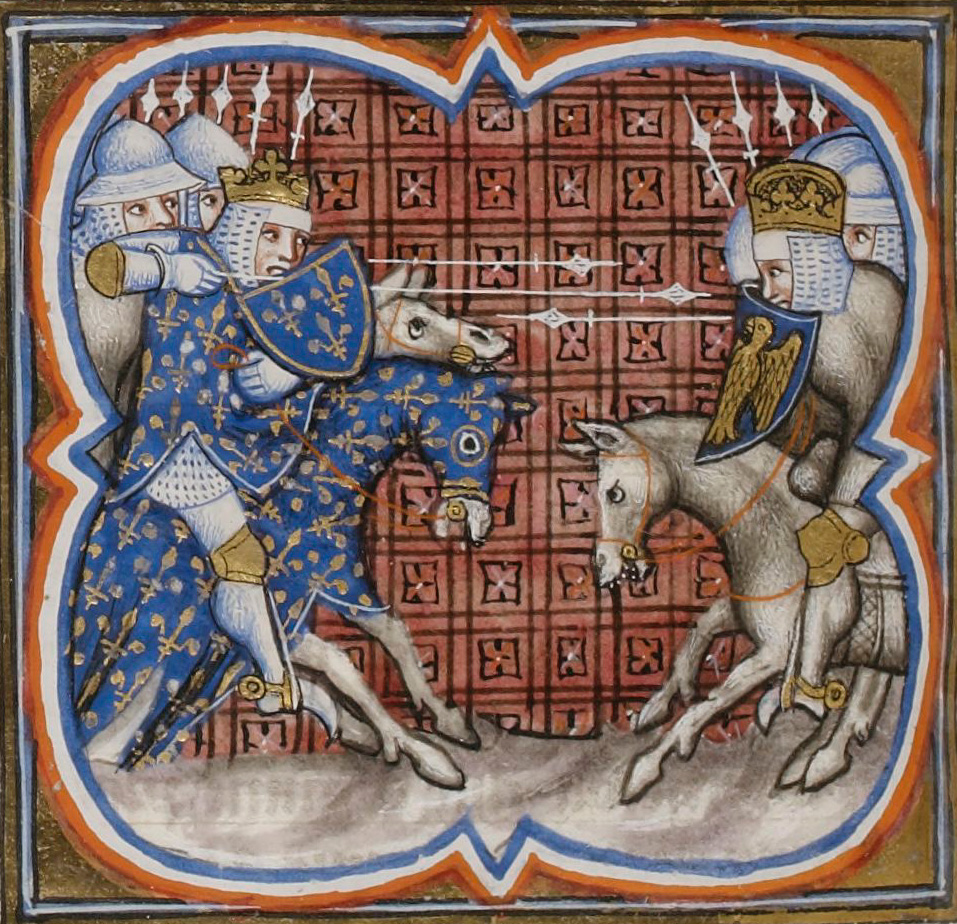
Batalla de Bouvines: Felipe se enfrenta a Otón IV (Grandes Chroniques de France,)

El increíble éxito de Felipe Augusto pronto atrae a sus rivales a unirse en contra de él. La oposición se formó en 1212. Juan se alió con su sobrino, Otón de BrunswickOtón de Brunswick. Renaud de Dammartin fue el verdadero artífice de la coalición. No tenía nada que perder cuando se fue a Frankfurt para buscar el apoyo de Otón e Inglaterra, donde rindió homenaje a Juan. Las hostilidades entre Felipe y Juan se reanudaron inmediatamente.
Al mismo tiempo, las primeras operaciones de las cruzadas albigenses, dirigidas por barones, vieron la pelea entre Raimundo VI, conde Toulouse y los defensores. Felipe Augusto se negó a intervenir y se centró en el peligro inglés. Congregó a sus barones en Soissons el 8 de abril de 1213, ordenando a su hijo Luis dirigir la expedición contra Inglaterra y ganó el apoyo de todos sus vasallos, excepto uno, Fernando, Conde de Flandes, a quien él mismo había instalado dos años antes. Entonces Felipe buscó más apoyo, particularmente con Enrique I, Duque de Brabante. Tras algunas vacilaciones, el papa Inocencio III, por otro lado eligió apoyar a Juan, sin duda un apoyo moral pero significativo. Los preparativos del conflicto persistieron: el proyecto inicial de Felipe, quien quería invadir Inglaterra, literalmente se hundió cuando su flota fue atacada por la coalición enemiga en Damme en mayo de 1213. El mes siguiente vio a Felipe y Luis luchando contra los condados de Bolonia y Flandes. Las ciudades del norte están casi todas devastadas.
En febrero de 1214, Juan llegó finalmente al continente, en La Rochelle, con la esperanza de coger desprevenido a Felipe. La estrategia funcionó al principio, puesto que Juan ganó apoyos entre los barones de Lemosín y Poitou. En mayo de 1214, regresó al Valle del Loira y tomó Angers. Felipe, que ya combatió en Flandes, ordenó a su hijo Luis que luchara contra Juan. El joven príncipe se dirige inmediatamente a la fortaleza de la Roche-aux-Moines. Juan entró en pánico ante su proximidad; el apoyo de los barones poitevinos vaciló, cuando se anunció que Luis estaba acompañado por 800 caballeros. El rey de Inglaterra huyó el 2 de julio; la derrota inglesa fue total. Pero la coalición aún no se había perdido: todo dependía del norte.

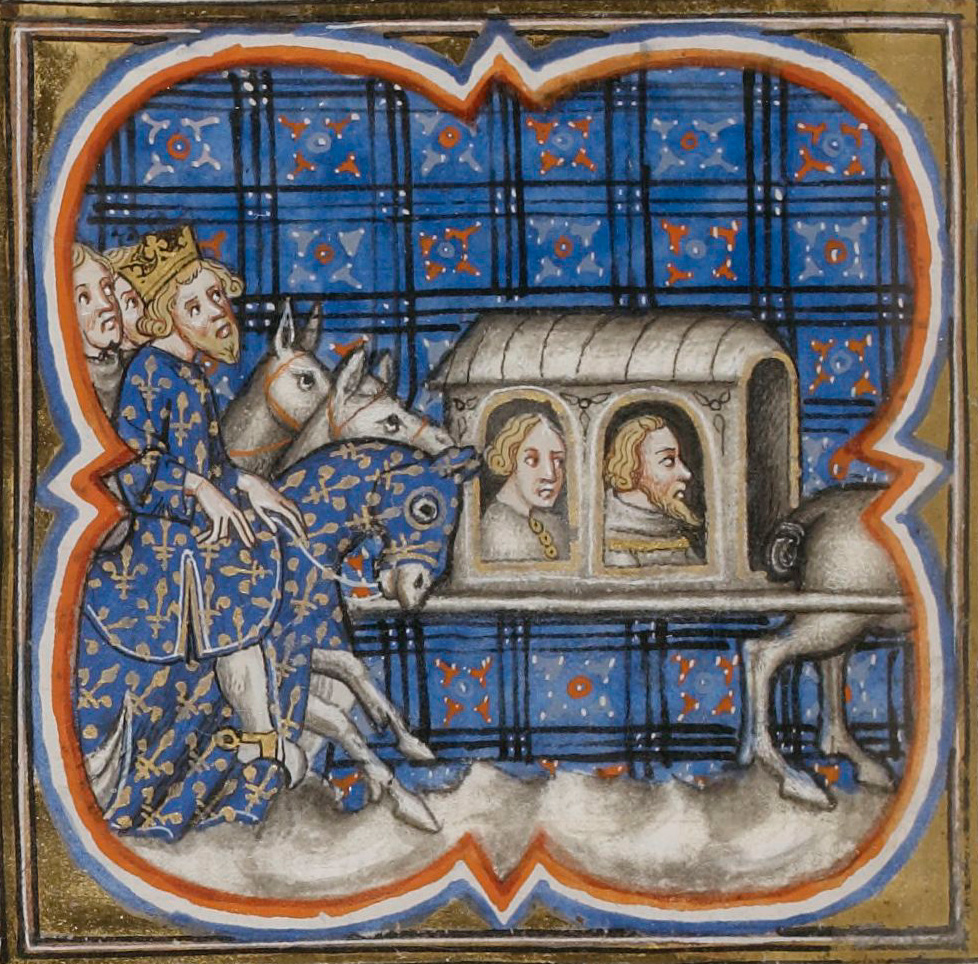
Batalla de Bouvines: Felipe capturó a Fernando, conde de Flandes y a Renaud I, conde de Dammartín (Grandes Chroniques de France,)

El choque final entre los ejércitos de Felipe y la coalición dirigida por Otón es ahora inevitable, tras varias semanas de aproximación y evasión. El domingo 27 de julio de 1214, el ejército de Felipe, perseguido por la coalición, llegó a Bouvines para cruzar el puente sobre el Marque. Ese domingo, la prohibición de lucha es absoluta para los cristianos, pero Otón decide iniciar la ofensiva, esperando sorprender a los enemigos mientras cruzaban el puente. El ejército de Felipe fue sorprendido en gran medida por la retaguardia, pero él reorganizó sus tropas rápidamente antes de que pudieran ser atacados en el puente. Inmediatamente se volvieron contra la coalición. Los franceses del flanco derecho lucharon contra los caballeros flamencos dirigidos por Fernando. En el centro, Felipe y Otón lucharon. En el choque cuerpo a cuerpo de la caballería Felipe fue desmontado y cayó, pero sus caballeros lo protegieron, le ofrecieron un nuevo caballo y el rey reanudó el asalto hasta que Otón ordenó la retirada. Finalmente, en la izquierda, los partidarios de Felipe terminaron la carrera de Renaud de Dammartin, a quien capturaron tras una larga resistencia. La suerte se había vuelto a favor de Felipe, a pesar de la inferioridad numérica de sus tropas (1300 caballeros y 4000 a 6000 soldados de infantería, contra 1300 a 1500 caballeros y 7500 soldados de infantería de la coalición). La victoria fue total: el emperador huyó, los hombres de Felipe tomaron 130 prisioneros, incluyendo cinco condes, entre ellos el vilipendiado traidor, Renaud de Dammartin, y el Conde de Flandes, Fernando.
La coalición se disolvió después de su derrota. El 18 de septiembre de 1214, en Chinon, Felipe firmó una tregua por cinco años. El rey inglés volvió a Inglaterra en 1214. Por el tratado de Chinon, Juan Sin Tierra renunciaba a sus posesiones al norte del Loira: Berry, Touraine, Maine y Anjou volvían al dominio real, el cual entonces cubría la tercera parte de Francia, enormemente expandido y libre de amenazas externas.

## La expedición inglesa de Luis
La victoria fue completa en el continente, pero las ambiciones de Felipe no se detuvieron allí. De hecho, Felipe Augusto quiso ir más lejos en contra de Juan de Inglaterra. Así argumenta que Juan debería ser privado del trono, recordando su traición a Ricardo en 1194 y el asesinato de su sobrino Arturo. Argumentando una discutible interpretación de la genealogía de su esposa Blanca de Castilla, Luis, a petición de los barones ingleses en rebelión, dirigió una expedición para intentar la conquista de Inglaterra. El desembarco tomó lugar en mayo de 1216 y Luis, a la cabeza de las numerosas tropas (1200 caballeros más muchos rebeldes ingleses), conquistaron el reino inglés, incluyendo Londres, donde se estableció. Solo Windsor, Lincoln y Dover resistieron. Pero a pesar de la cálida bienvenida a Luis por una mayoría de obispos ingleses, el apoyo del papa a Juan se mantuvo firme y Luis fue excomulgado. Finalmente Juan murió repentinamente de una enfermedad el 19 de octubre de 1216. Los antiguos aliados de Juan coronaron entonces a toda prisa a su hijo Enrique III, de nueve años. Inocencio III también acababa de morir, pero su sucesor Honorio III continuó defendiendo a los leales. Los obispos pronto retiraron su apoyo a Luis y los rebeldes. El príncipe volvió a buscar apoyo en Francia a partir de 1217 y regresó a Inglaterra. Esta vez se enviaron sus fuerzas. Luis aceptó negociar la paz en junio, se terminó en septiembre de 1217 y se levantó su excomunión. La actitud de Felipe Augusto en esta expedición es ambigua. En cualquier caso, el rey no la apoyó oficialmente. Pero es poco probable imaginar que él no hubiera dado su consentimiento para ella, al menos en privado.
Después de Bouvines, las operaciones militares se llevaron a cabo en Inglaterra o en el sur de Francia. El dominio real y la vasta zona al norte del Loira disfrutaron de tranquilidad, en los términos de la tregua cerrada en Chinon en 1215, originalmente para cinco años y ampliada en 1220 con la garantía de Luis, una relación que marcó el comienzo de la transición de Felipe a su hijo y heredero.
Aunque las conquistas por las armas cesan, sin embargo Felipe extiende su influencia mediante el aprovechamiento de los casos problemáticos de herencia. Este es el caso de Champaña en la accesión de Teobaldo IV, lo que le permitió restablecer su protectorado. Este es el caso particularmente cuando el rey recuperó ciertas tierras como Issoudun, Bully, Alenzón, Clermont-en-Beauvaisis y Ponthieu.
La prosperidad del reino al final de reinado de Felipe Augusto es un hecho establecido. Se estima que el excedente anual del tesoro es de 25 210 libras en noviembre de 1221. En esa fecha, el tesoro tiene en sus arcas 157 036 libras, más del 80 % del ingreso anual total ordinario de la monarquía. El testamento de Felipe Augusto, escrito en septiembre de 1222, confirma estas cifras, ya que la suma de su legado asciende a 790 000 libras de París, casi cuatro años de ingresos. Este testamento fue escrito mientras Felipe se encontraba en mal estado de salud y temía la muerte. Lo que finalmente ocurrió diez meses más tarde.
Mientras estaba en Pacy, Felipe decidió asistir a una asamblea eclesiástica en París para prepararse para una nueva cruzada contra el consejo de sus doctores. Él no sobrevivió a la fatiga del viaje y murió el 14 de julio de 1223, en Mantes. Su cuerpo fue llevado a París, y su funeral se organizó rápidamente, en Saint-Denis, en presencia de los grandes hombres del reino. Por primera vez, el cuerpo del rey de Francia con todas sus Iura regalia es expuesto para la veneración del pueblo antes de su entierro en un rito solemne basado en el de los reyes de Inglaterra.

## Las conquistas de Luis VIII

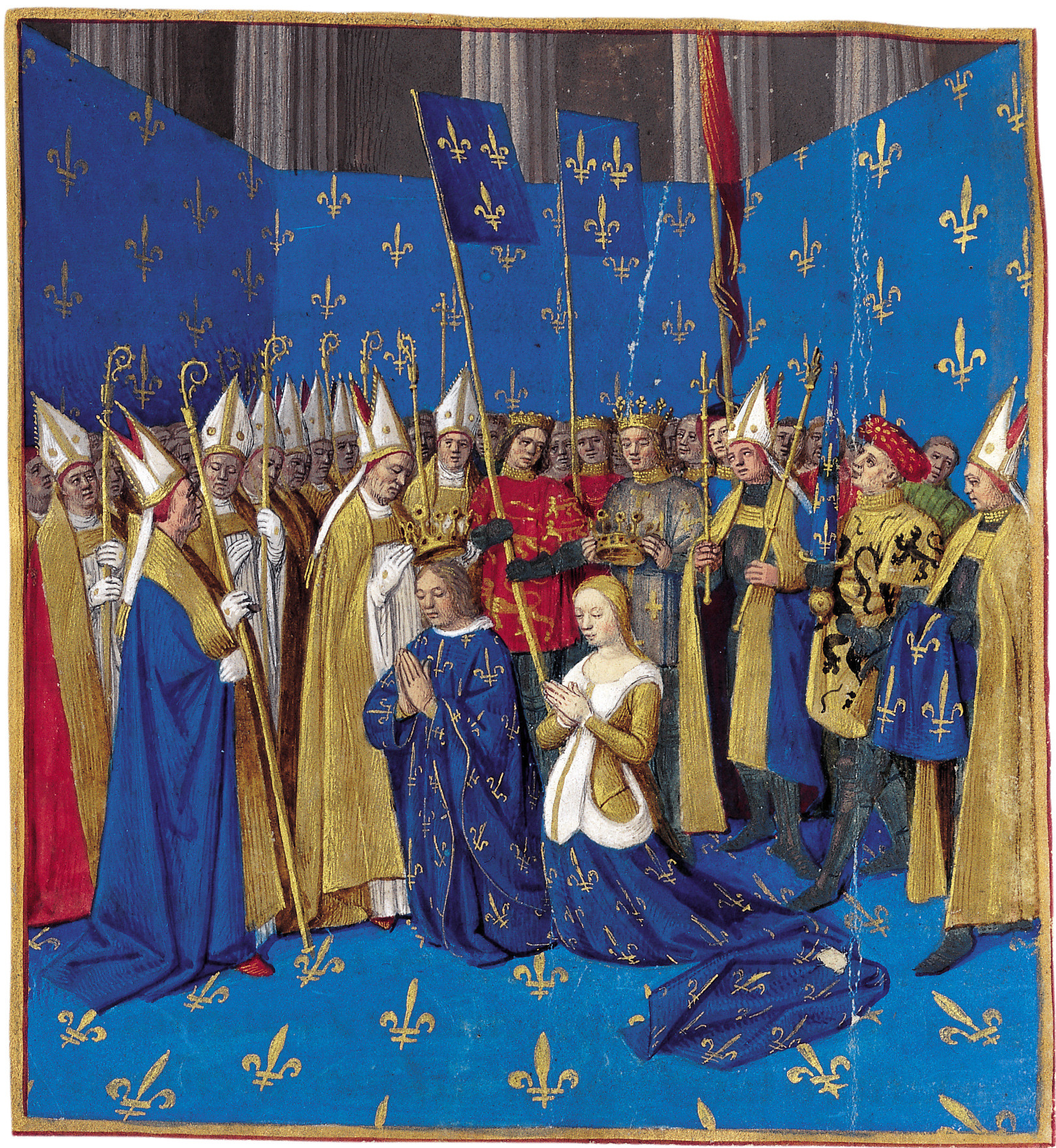
Coronación de Luis VIII el León
Grandes Chroniques de Francia, ilustrada por Jean Fouquet. BNF Fr.6465 f.247

Apodado el "León", fue durante el reinado de su padre cuando Luis ganó su fama al ganar a Juan sin Tierra en la victoria de La Roche-aux-Moines en 1214. Durante su expedición del otro lado del Canal, Luis VIII fue derrotado en Lincoln en mayo de 1217 y renunció a sus derechos al trono de Inglaterra por el Tratado de Lambeth el 11 de septiembre de 1217 al obtener a cambio una gran suma de dinero. 
Luis VIII más tarde reclamó que la corte inglesa no había cumplido todas las condiciones del tratado de 1217. Aprovechando la minoría de edad de Enrique III, decidió apoderarse de las últimas posesiones inglesas en Francia.
Aquitania fue tomada, las ciudades de la región cayeron una tras otra: Poitou, Saintonge, Périgord, Angoumois y parte de Burdeos. Luis VIII tomó todo el territorio hasta el Garona, en una campaña rápida.
Enrique III tenía en Francia solo Burdeos y Gascuña, que no serán atacados.

## El reinado de San Luis y su hijo
En 1230 el rey de Inglaterra dirigió una expedición a Francia para reivindicar la herencia de los Plantagenet, pero fue rechazado y obligado a volver a embarcar para su reino el año siguiente. En 1242, Enrique III estaba de nuevo en guerra con el rey de Francia Luis IX. Fue derrotado de nuevo en la batalla de Taillebourg.
El 4 de diciembre de 1259, en París, San Luis firmó un tratado de paz con Inglaterra dando fin a la primera "Guerra de los Cien Años" entre los dos países.
Hubo varios años de negociaciones entre Felipe III de Francia y Eduardo I de Inglaterra que condujeron al Tratado de París (1259), que dio satisfacción a la reclamación inglesa sobre Agén.

## Acuerdo definitivo bajo Felipe El Hermoso

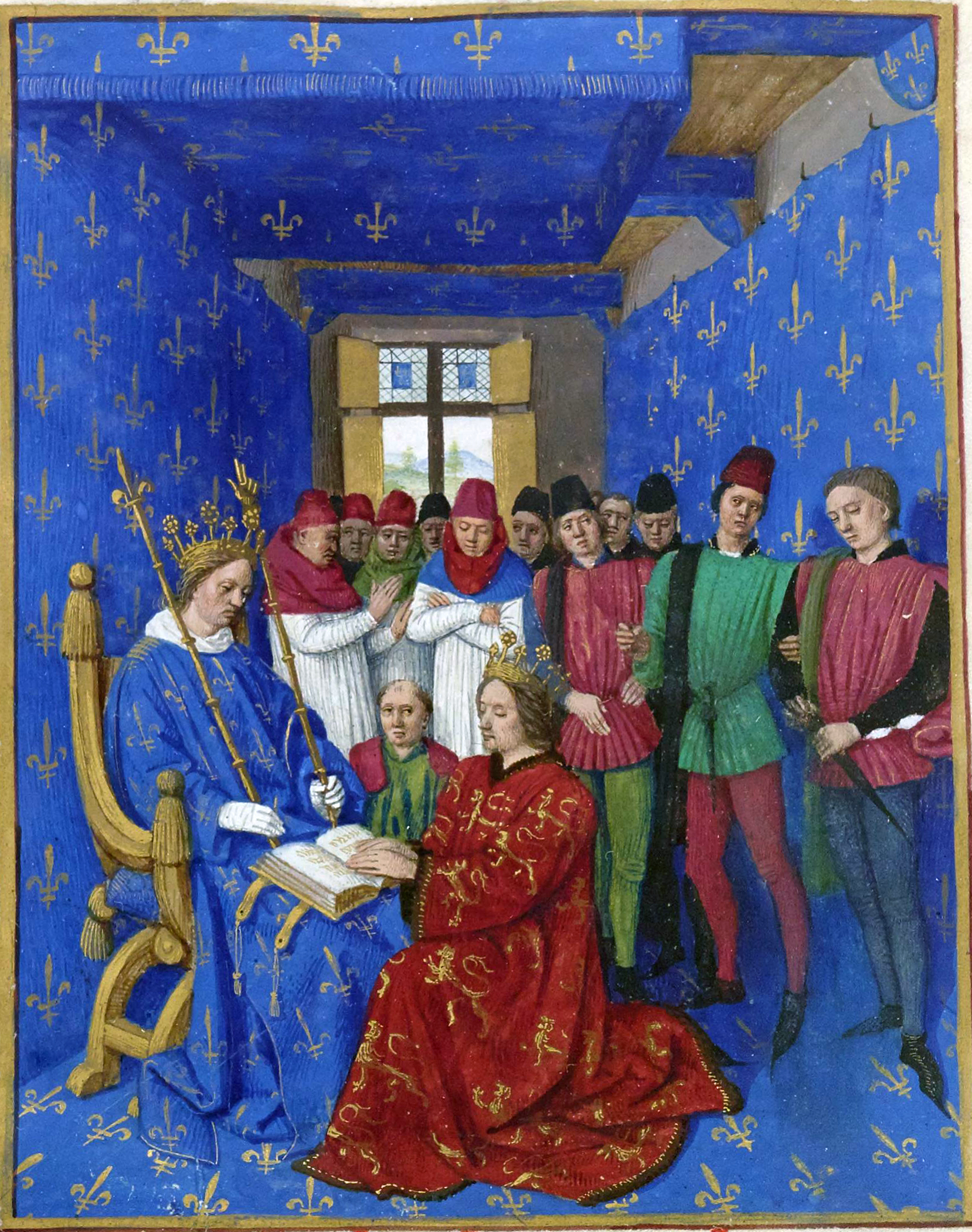
El 5 de junio de 1286, Eduardo I de Inglaterra rindió tributo a Felipe IV de Francia. La escena tuvo lugar en una sala del palacio real en presencia de la corte. Tomado de Grandes Chroniques de Francia, ilustrado por Jean Fouquet.

La primera Guerra de los Cien Años acabó definitivamente con el tratado de Montreuil-sur-Mer, ratificado el 19 de junio de 1299 por Felipe IV el Hermoso y Eduardo I de Inglaterra. 
Irónicamente, Eduardo III, el hijo de Isabel y Eduardo II de Inglaterra usará su posición como nieto de Felipe el Justo para reclamar el reino de Francia. Por lo tanto, es el fruto del acuerdo de matrimonio que selló el fin de la primera Guerra de los Cien Años que sería el casus belli empleado para declarar la "segunda" Guerra de los Cien Años.